# سولفور سیتی (آرکانزاس)
سولفور سیتی (به انگلیسی: Sulphur City) یک منطقهٔ مسکونی در ایالات متحده آمریکا است که در شهرستان واشینگتن، آرکانزاس واقع شده‌است. سولفور سیتی ۴۱۴ متر بالاتر از سطح دریا قرار دارد.